# Lin Qisheng
Lin Qisheng, född 7 juli 1971, är en kinesisk före detta tyngdlyftare.
Han blev olympisk silvermedaljör i 52-kilosklassen i tyngdlyftning vid sommarspelen 1992 i Barcelona.